# Варины

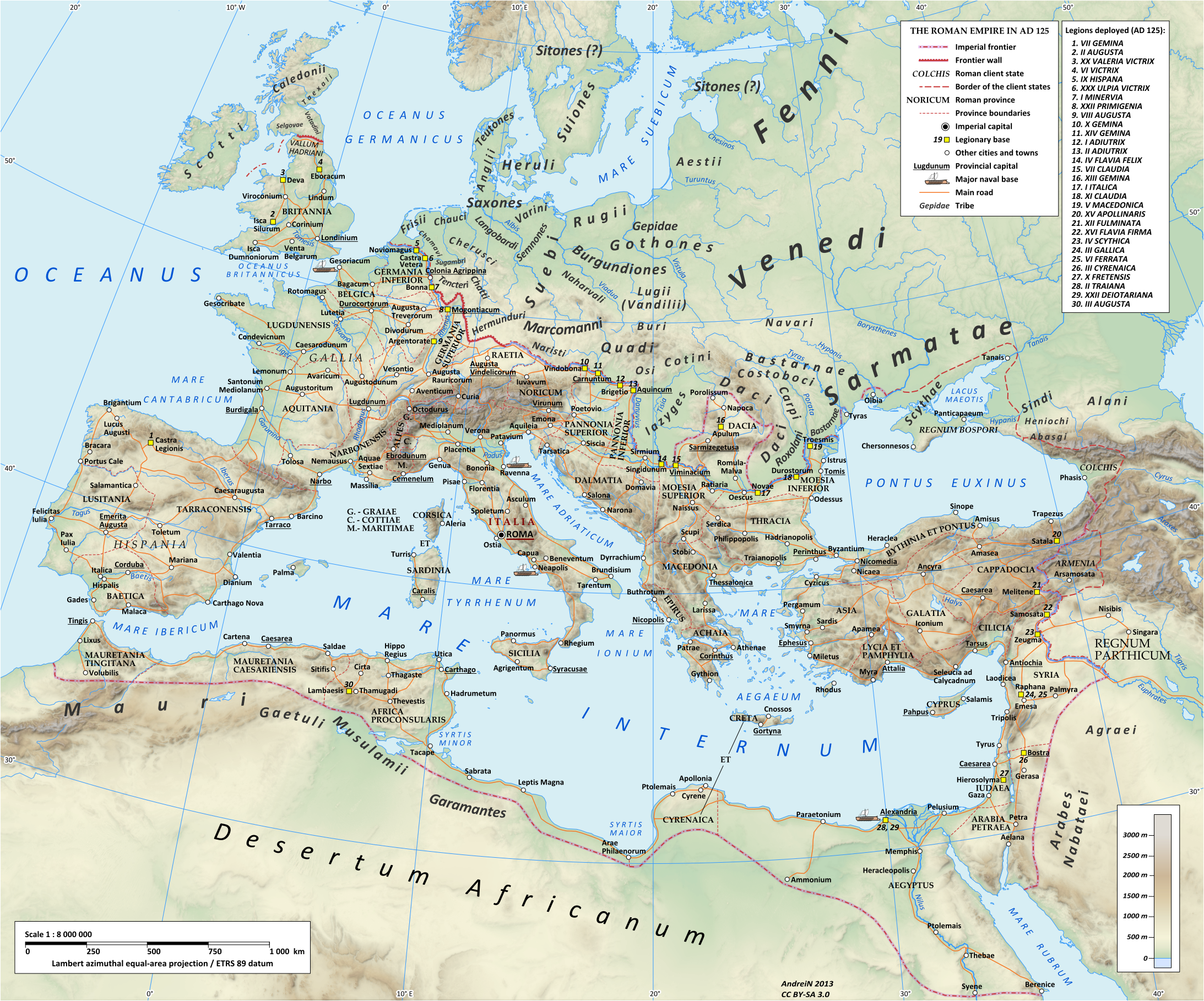
Варины на севере современной Германии

Имена Varini (Тацит), Varinnae (Плиний старший), Ούίρουνοι или Viruni (Птолемей), Варни или Οὐάρνων (Прокопий), Wærne/Werne (Видсид) и Warnii (Lex Thuringorum), вероятно, относятся к малоизвестному германскому племени, происходящему из Южной Скандинавии. Имя предположительно означало «защитники», либо «речники», «живущие у реки» (от индоевропейского корня *uer- ‘вода, дождь, река’). Они изначально проживали на территории современной федеральной земли Мекленбург-Передняя Померания, однако мигрировали в западном и восточном направлениях в Эпоху Великого переселения народов. Самые ранние упоминания об этом племени содержатся в «Германии» Тацита, где он писал:

Далее следуют ревдигны, авионы, англы, варины, юты, сварины и нуитоны. Все защищены реками или лесами. Каждое из этих племен в отдельности ничем не замечательно, но все они вместе поклоняются Нерте, то есть, так сказать, Матери — Сырой Земле, и думают, что она вмешивается в дела людей и объезжает народы.
Оригинальный текст (лат.)
Reudigni deinde et Aviones et Anglii et Varini et Eudoses et Suardones et Nuithones. Nec quicquam notabile in singulis, nisi quod in commune Nerthum, id est Terram matrem, colunt eamque intervenire rebus hominum, invehi populis arbitrantur.

— Тацит, «Германия»
Плиний Старший писал: «Germanorum genera quinque: Vandili, quorum pars Burgodiones, Varinnae, Charini, Gutones», что означает, что было пять германских народов: вандалы, частью которых были бургунды, варины, шарины и гутоны (готы).
На карте Птолемея Ούίρουνοι, или Viruni, расположены в области Мекленбурга, рядом с тевтонами, где находится одна из главных рек Варнов и город, называемый Варнемюнде. Когда прибыли славяне, они назвались варнами, возможно, ассимилировав оставшихся варинов. Город Οὐιρουνον (Virunum) распознаётся как нынешний Дравско-Поморске.
Варины также упоминаются Прокопием, который писал, что когда герулы (эрулы) потерпели поражение от лангобардов, они вернулись в Скандинавию (Туле). Они пересекли Дунай (Истр), прошли славян (Sclaveni) и после бесплодной области, они пришли к Οὐάρνων. После этого герулы прошли данов и пересекли море. В Скандинавии они поселились рядом с гётами (Gautoi). Говоря о своём времени, однако, Прокопий помещает варинов к северу и востоку от реки Рейн, на границе с франками. Их король Hermegisclus заключил стратегический союз с франкским правителем Теодебертом I, женившись на его сестре Theudechild. Так как король умер, сатрапы заставили своего сына Radigis жениться на своей мачехе. Сын, однако, был уже помолвлен с британской королевой, которая, ища возмездия, пересекла Северное море с армией в 400 кораблей и 100 тысяч человек. Radigis был пойман прячущимся в лесу неподалеку от устья Рейна и не было никакого другого выбора, кроме как жениться на своей невесте. На самом деле, термин варины может быть использован для всех германских племён за пределами королевства франков. Некоторые авторы, однако, критично воспринимают сведения Прокопия. Современные исследователи считают, что местности к северу от Рейна, возможно, были под франкским контролем в течение большей части VI и VII веков, по крайней мере, после поражения датского морского короля Хигелака в 526 году.
Согласно Фредегару, варины были почти истреблены королём франков Хильдебертом II в 590 году.
Варины упомянуты в англо-саксонской поэме Видсид как Wærne или Werne.
| Строки 24—27:                          |                                                |
| Þeodric weold Froncum, þyle Rondingum, | Theodric ruled the Franks, Thyle the Rondings, |
| Breoca Brondingum, Billing Wernum.     | Breoca the Brondings, Billing the Werns.       |
| Oswine weold Eowum ond Ytum Gefwulf,   | Oswine ruled the Eow and Gefwulf the Jutes,    |
| Fin Folcwalding Fresna cynne.          | Finn Folcwalding the Frisian-kin.              |

Варины также появляются в правовом кодексе IX века, Lex Angliorum, Werinorum hos est Thuringorum («Закон англов и варинов, то есть тюрингов»), который имел много общего с франкским, фризским и саксонским кодексами. Последние исследования показывают, что варины были частью Федерации Тюрингии, которая доминировала в Северной Германии с момента смерти Аттилы в 453 году до середины VI века, когда они были разгромлены франками. Их военная слава может объяснить, почему имена варинов и тюрингов были упомянуты в гораздо более широкой области, выходя за пределы Рейна. Родной страной их, судя по всему, было междуречье в районе Заале и Эльстер, которое называлось Werenofeld (около Лютерштадт-Айслебен). По данным хроники Фредегара варины восстали против франков в 595 году и были жестоко разгромлены королём франков Хильдебертом II, так что «немногие из них выжили». Лишь некоторые бежали к бургундам (современная Чехия) и другим соседним народам с теми же религией и языком.
Английский историк Томас Шор в своей книге «Происхождение англо-саксонской расы» (1906), говоря о варинах, которых их союзники англы называли варингами, писал что в русской истории они известны под именем варягов. Ряд современных исследователей отождествляет варинов с ва(г)рами и варягами; данные точки зрения не являются общепринятыми, лингвисты выдвинули другую этимологию для слова варяг. Ф. А. Браун (1899)  отождествлял варинов с варнами и связывал их названия у Плиния с аваринами и аварпами у Птолемея.